# Clinus taurus
Clinus taurus es una especie de pez del género Clinus, familia Clinidae. Fue descrita científicamente por Gilchrist & Thompson en 1908.
Se distribuye por el Atlántico Sudeste: Namibia a Port Alfred, Sudáfrica. La longitud total (TL) es de 23 centímetros. Está clasificada como una especie marina inofensiva para el ser humano.